# Jordy Tulleners
Jordy Tulleners (* 1. Mai 1992 in Maaseik, Provinz Limburg, Flandern) ist ein belgischer Schauspieler, Webvideoproduzent und Model.

## Leben
Tulleners wurde am 1. Mai 1992 in Maaseik geboren und wuchs mit einer Schwester in Maasmechelen auf. Er studierte Schauspiel und Theater an der Kunstacademie Maasmechelen – Beeldende en Audiovisuele Kunsten und an der Provincial Kunsthumaniora Hasselt (PIKOH). Anschließend vertiefte er seine Kenntnisse an der Maastricht Academy of Dramatic Arts in Maastricht. Ab 2011 erhielt er erste Rollenangebote für Fernsehserien und Spielfilme. Er spielte 2017 im Musikvideo zum Lied Chained to the Rhythm von Katy Perry und Skip Marley mit. 2019 wirkte er im Fernsehfilm Psycho BFF als Jake in einer größeren Filmrolle mit. 2020 wirkte er im Musikvideo zum Lied Nobody von Martin Jensen und James Arthur mit. Im selben Jahr war er in dem Science-Fiction-Film Die Monster der Menschheit in der Rolle des Dez zu sehen, wobei ihm Jan Langer für die deutschsprachige Filmfassung die Stimme lieh. 2021 trat er im Abenteuerfilm The Devil’s Triangle – Das Geheimnis von Atlantis in der Rolle des Achilles in Erscheinung.
Er lebt in Los Angeles.

## Filmografie (Auswahl)
- 2011: Zone stad (Fernsehserie, Episode 6x01)
- 2013: Whatever
- 2014: Uncensored Hollywood (Fernsehserie, Episode 1x02)
- 2014: Freedom
- 2015: The Summer of '89 (Kurzfilm)
- 2015: 5 Days Without Daisies (Kurzfilm)
- 2015: Alle Kleuren Parody (Kurzfilm)
- 2016: Warning: Lunatics Abound
- 2018: In Our Time (Kurzfilm)
- 2018: De Collega's 2.0
- 2019: Psycho BFF (Fernsehfilm)
- 2020: Quarantine with YOU (Kurzfilm)
- 2020: Die Monster der Menschheit (Monsters of Man)
- 2021: Jay Shetty (Miniserie, Episode 1x08)
- 2021: Rhythm & Pace (Kurzfilm)
- 2021: The Devil’s Triangle – Das Geheimnis von Atlantis (Devil’s Triangle)
- 2022: Time is Eternal (Kurzfilm)
- 2023: Megalodon: The Frenzy
- 2024: The Ice Cream Man (Kurzfilm)